# Distrito de Tikamgarh
Tikamgarh (en hindi; टीकमगढ़ जिला) es un distrito de la India en el estado de Madhya Pradesh. Código ISO: IN.MP.TI.
Comprende una superficie de 5 055 km².
El centro administrativo es la ciudad de Tikamgarh.

## Demografía
Según censo 2011 contaba con una población total de 1 444 920 habitantes, de los cuales 685 029 eran mujeres y 759 891 varones.

## Localidades
- Baldeogarh
- Jatara